# Marielle Goitschel
Marielle Goitschel (n. 28 septembrie 1945, Sainte-Maxime, Provence-Alpes-Côte d'Azur, Franța) este o schioară alpină ce a reprezentat Franța, medaliată olimpică. A participat la 2 ediții ale Jocurilor Olimpice (1964, 1968) în care a câștigat două medalii de aur și o medalie de argint.